# Kaukasusapfel
Der Kaukasusapfel oder Orientapfel (Malus orientalis) ist eine Laubbaum-Art aus der Gattung der Äpfel (Malus) in der Familie der Rosengewächse (Rosaceae).

## Beschreibung

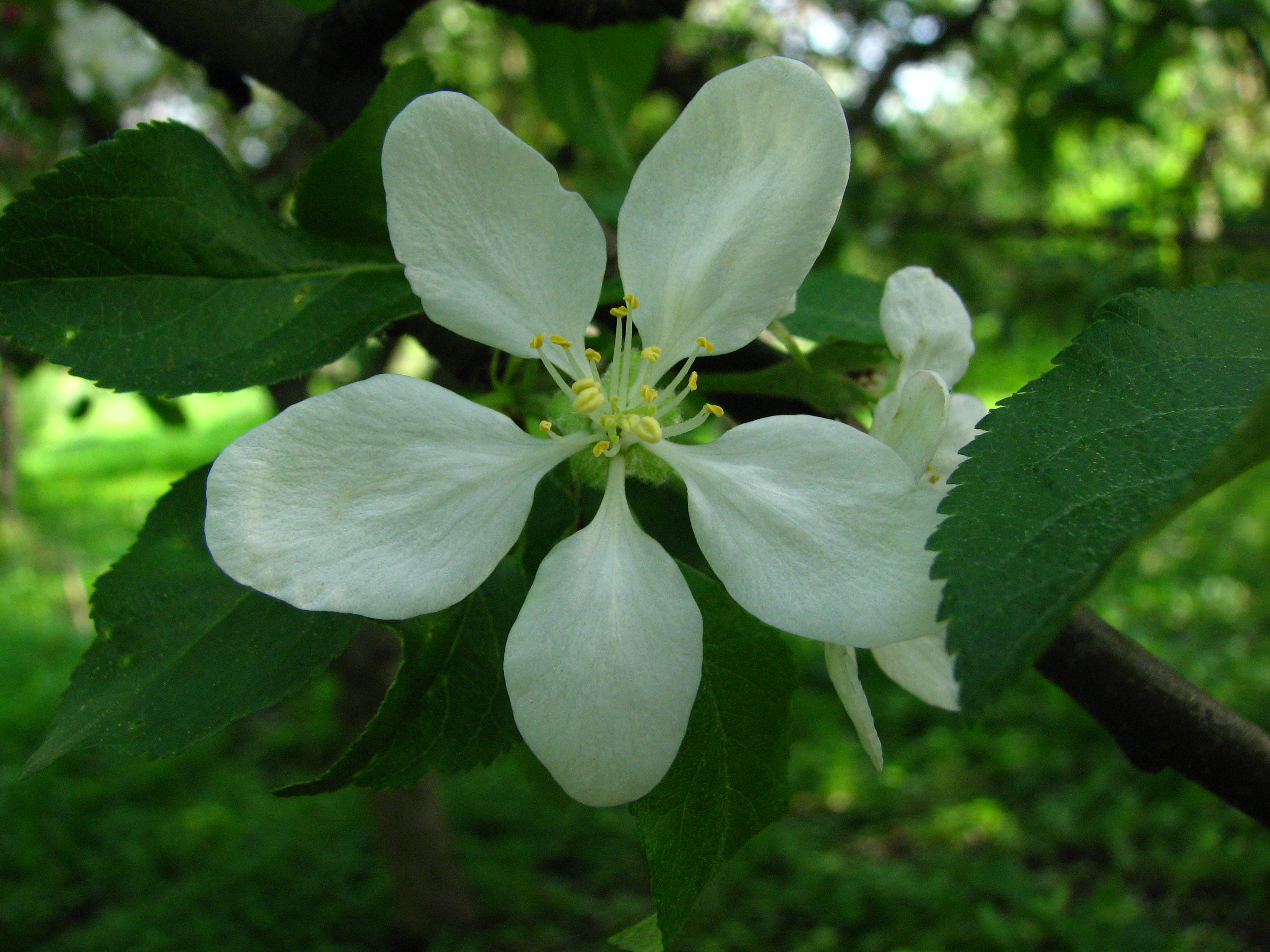
Blüte des Kaukasusapfels

Der Kaukasusapfel ist in seinen Merkmalen sehr variabel. Es ist ein Baum, der eine Wuchshöhe von etwa 9 bis 12, selten bis 20 Metern erreicht. Er hat meist keine Dornen. Die Blätter sind breit oval bis eiförmig-lanzettlich, die Blattunterseite ist behaart. Seine Früchte sind gelblich grün, kugelig und messen 2 bis 3 cm Durchmesser. Sie sind süß bis sauer, oft jedoch bitter und adstringierend. Der Blütenkelch hat haftende, kurze, 10 bis 25 mm lange, dicht behaarte Stiele.

## Verbreitung
Die Heimat des Kaukasusapfels liegt in Nordanatolien, Nordiran und im Kaukasus, nördlich reicht das Areal noch bis zur Wolga und zur Krim. Er kommt in Bergwäldern am Waldrand und an Flussufern vor, wo er sonnige Stellen besiedelt. Er verträgt trockene sowie schwach salzhaltige Böden.

## Systematik, Stammform des Kulturapfels
Der Kaukasusapfel ist nach genetischen Untersuchungen der zweitwichtigste Vorfahre des Kulturapfels, hat jedoch einen geringeren Einfluss als der Asiatische Wildapfel (Malus sieversii). Man vermutet eine natürliche Einkreuzung entlang der historischen Seidenstraße.
Es wurden zwei Varietäten beschrieben, die aus höheren Bergregionen stammen:
- Malus orientalis var. montana (Uglitzk.) Langenf.
- Malus orientalis var. subalpina Ponomar.

## Verwendung
Obwohl es sich um eine Wildform handelt, werden die Früchte in meist verarbeiteter Form genutzt, etwa gekocht, als Saft oder Marmelade. Die Sämlinge dienen als Unterlage für Kulturäpfel. Der Apfel ist anfällig für Schorf und Feuerbrand, je nach Herkunft auch für Mehltau.

## Belege
Die Informationen dieses Artikels stammen überwiegend aus:
- Peter A. Schmidt: Bäume und Sträucher Kaukasiens. In: Mitteilungen der Deutschen Dendrologischen Gesellschaft. Nr. 91. Ulmer, Stuttgart 2006, ISBN 3-8001-8326-9, S. 29.
- Elke Mattheus-Staack, Jochen Veser, Manfred Fischer, Hans-Joachim Albrecht, Martin Geibel: Wissen für Kleingärtner - kompakt. Ulmer, Stuttgart 2008, ISBN 978-3-8001-5732-7, S. 448.

Des Weiteren werden zitiert:
1. 1 2  P. Hanelt & IPK (Hrsg.): Mansfeld's Encyclopedia of Agricultural and Horticultural Crops (online).